# Крушевице (община Херцег Нови)
Крушевице (на сръбски: Крушевице) е село в Черна гора, разположено в община Херцег Нови. Населението му според преброяването през 2011 г. е 240 души, от тях: 151 (62,91 %) сърби, 62 (25,83 %) черногорци, 22 (9,16 %) неизвестни.

## Население
Численост на населението според преброяванията през годините:
- 1948 – 661 души
- 1953 – 672 души
- 1961 – 746 души
- 1971 – 612 души
- 1981 – 487 души
- 1991 – 317 души
- 2003 – 178 души
- 2011 – 240 души